# Club Velocipedista d'Inca
El Club Velocipedista d'Inca va ser una entitat dedicada al foment del ciclisme a Inca (Mallorca, Illes Balears, Espanya).

## Història
La societat va ser fundada el 1897 per al foment del ciclisme i va tenir un protagonisme tan intens com breu. El 20 d'octubre de 1898 l'entitat va inaugurar el seu local social, un edifici de dues plantes construït en estil premodernista amb trets neoàrabs. La seva peculiar façana destaca per tres finestres amb arcs de ferradura al primer pis i el nom del club inscrit a la part superior. L'edifici encara subsisteix, malgrat haver patit modificacions que varen mutilar la banda esquerra de la façana i sobretot l'interior, i va ser catalogat per l'Ajuntament d'Inca pel seu valor patrimonial.
En el seu local el 25 de juny de 1899 es va celebrar la sessió de treball preparatòria per a la constitució del primer ens federatiu a les Balears. Un mes després, el 25 de juliol, va tenir lloc al mateix espai la sessió constituent de la Unió Velocipèdica Balear que a partir de 1932 fou rebatejada com a Federació de Ciclisme de les Illes Balears. A partir de 1900 l'entitat va entrar en crisi, durant 1901 va abandonar el local social i fou habilitat per a altres usos. La societat canvià més endavant el seu nom per Club Central, va perdre la seva naturalesa esportiva original i va esdevenir un club social més.
El 29 de maig de 1898 la societat va inaugurar la seva pròpia pista ciclista: el Velòdrom des Cos. Tenia 333,33 metres de corda, 6 metres d'amplada i grades per a 2.000 espectadors. Coincidint amb la crisi soferta per la societat, a finals de 1900 l'entitat vengué els terrenys i el velòdrom fou esbucat durant 1901.